# Bittere Ernte
Bittere Ernte é um filme de drama alemão de 1985 dirigido e escrito por Agnieszka Holland. Foi indicado ao Oscar de melhor filme estrangeiro na edição de 1986, representando a Alemanha Ocidental.

## Elenco
- Armin Mueller-Stahl: Leon Wolny
- Elisabeth Trissenaar: Rosa Eckart
- Wojciech Pszoniak: Cybulowski
- Gerd Baltus: Geistlicher
- Anita Höfer: Pauline
- Hans Beerhenke: Kaspar
- Käte Jaenicke: Anna
- Isa Haller: Magda
- Margit Carstensen: Eugenia
- Kurt Raab: Maslanko
- Gunter Berger: Walden
- Wolf Donner: Dan